# Le Raid New York–Paris en automobile
Le Raid New York–Paris en automobile er en fransk stumfilm fra 1908 af Georges Méliès.